# 17956 Andrewlenoir
A 17956 Andrewlenoir (ideiglenes jelöléssel 1999 JC28) a Naprendszer kisbolygóövében található aszteroida. A LINEAR projekt keretében fedezték fel 1999. május 10-én.